# Скопелос
Ско̀пелос (на гръцки: Σκόπελος) е гръцки остров в западната част на Егейско море. Скопелос е един от няколкото острова, които съставляват островната група Северни Споради, която се намира на изток от полуостров Магнезия на континента и на север от остров Евбея. Част е от регион Тесалия. Скопелос е и името на главното пристанище и общински център на острова. Другите селища на острова са Глоса и Нео Клима (Елиос). На Скопелос има две планини над 500 m: Делфи (681 m) в центъра на острова и Палуки (546 m) на югоизток. С площ от 96 km2 Скопелос е малко по-голям от Миконос (85 km2) и Санторини (73 km2). Най-близките населени острови са Скиатос на запад и Алонисос на изток.

## История
Според легендата Скопелос е основан от Стафилос, един от синовете на бог Дионис и принцеса Ариадна от Крит. Управлението на острова Стафилос получава от кносоския цар Радамант. В късната бронзова епоха островът, тогава известен като Пепаретос или Пепаретус (на старогръцки: Πεπάρηθος), е колонизиран от минойците, които въвеждат лозарството на острова.
Може би поради легендата за основаването му от сина на бога на виното островът е бил известен в древните гръцки полиси на Средиземно море със своето вино. Пиесата „Филоктет“ от Софокъл (изиграна за първи път на фестивала на Дионис през 409 г. пр.н.е.) включва търговец на вино, изгубен на път за „Пепаретос, богат на грозде и вино“.
През 1936 г. разкопки в района на Стафилос / Веланио разкриват царска гробница от епохата на микенската цивилизация. Островът за кратко е бил под контрола на полиса Халкида, Евбея поне от VIII век пр.н.е. В по-късни исторически времена островът е под политическото влияние или прякото господство на:
- Древна Атина;
- Македонското царство (338 – 146 г. пр.н.е.);
- Римската република (146 – 27 г. пр.н.е.);
- Римската империя (27 пр. н. е. – 395 г. сл. н. е.);
- Византийската империя (395 – 1204);
- Латинската империя (ок. 1204 – 1277);
- Византийската империя (1277 – ?);
- Османската империя (? – 1403);
- Византийската империя (1403 – 1456);
- Република Венеция; известен като Скопело (1456 – 1538);
- Османската империя (1538 г. до Гръцката война за независимост).

Албанци също се заселват на острова, след което се асимилират с гръцкото население.
Скопелос става част от Първата гръцка република съгласно Лондонския протокол, потвърждаващ суверенитета му (3 февруари 1830 г.). По време на Втората световна война Скопелос попада под окупацията на Оста. Първоначално е окупиран от Кралство Италия (юни 1941 – септември 1943), а след това от нацистка Германия (септември 1943 – октомври 1944). Скопелос и останалата част от Гърция се връщат към демократично управление през 1944 г.

## География
Скопелос има формата на саксофон, като „шията“ сочи на северозапад, а „фунията“ лежи на изток. Няма много заливи и естествени пристанища, а скалите се спускат стръмно в морето в по-голямата част от брега. Планините доминират в западната и източната част на острова. Има няколко равнини; в Стафилос, Дитропон и Панормос. Главното пристанище на Скопелос понякога може да е затворено поради северни бури. По-малките заливи Стафилос, Агнондас на южния бряг и Панормос на запад предлагат по-добра защита. Общината има площ от 96,299 km2.